# エルネスト・コソン

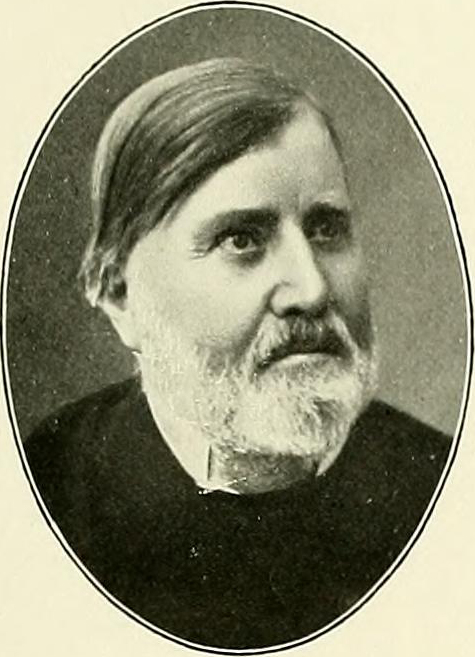
Ernest Cosson

エルネスト・コソン（Ernest Saint-Charles Cosson、1819年7月22日 - 1889年12月31日）はフランスの植物学者である。

## 略歴
パリの裕福な商人の家に育った。父の仕事を継ぐことはせず、医学を学ぶが植物学に転じた。20歳になった1840年に、ジェルマン・ド・サンピエール（Ernest Germain de Saint-Pierre:1815-1882）とパリ近傍の植物に関する論文を書いた。フランス各地の植物を研究し、ヨーロッパを旅し植物学を研究した。
フランス植物調査協会（Association française d’exploration botanique）を組織し、地中海沿岸地域の各国を調査した。1852年から1861年の間、10度アルジェリアを訪れ、アルジェリア調査科学委員会の委員となった。植物と環境との関わりを調べるために、気圧計を携帯し、生育場所の高度、平均気温を記録した。現地での呼び名なども調査した。
フランスの保護領となるチュニジアの博物学研究代表団の代表となり、デュモン＝アダンソン（Paul-Napoléon Doumet-Adanson:1834-1897)、ルブー（Victor Constant Reboud:1821-1889）、ルトゥモー（Aristide-Horace Letourneux:1820-1890）ボネ（Edmond Bonnet:1848-1922)らとチュニジアを訪れた。1863年にフランス植物学会の会長に選ばれた。

## 著作
- Jacques Nicolas Ernest Germain de Saint-Pierreと共著: Atlas de la flore des environs de Paris ou illustrations de toutes les espèces des genres difficiles et de la plupart des plantes litigieuses de cette région, Paris: Fortin, Masson 1845
- Michel Charles Durieu de Maisonneuveと共著: Introduction à la Flore d'Algérie, 1854
- Le règne végétal en Algérie : considérations générales sur l'Algérie, sur sa végétation spontanée et ses cultures, Paris, impr. de A. Quantin, 1879,
- Illustrationes Florae atlanticae : seu Icones plantarum novarum, rariorum vel minus cognitarum, in Algeria, necnon in regno Tunetano et imperio Maroccano nascentium, 2巻, Paris, 1882, 1897

## Illustrationes Florae atlanticae の図版

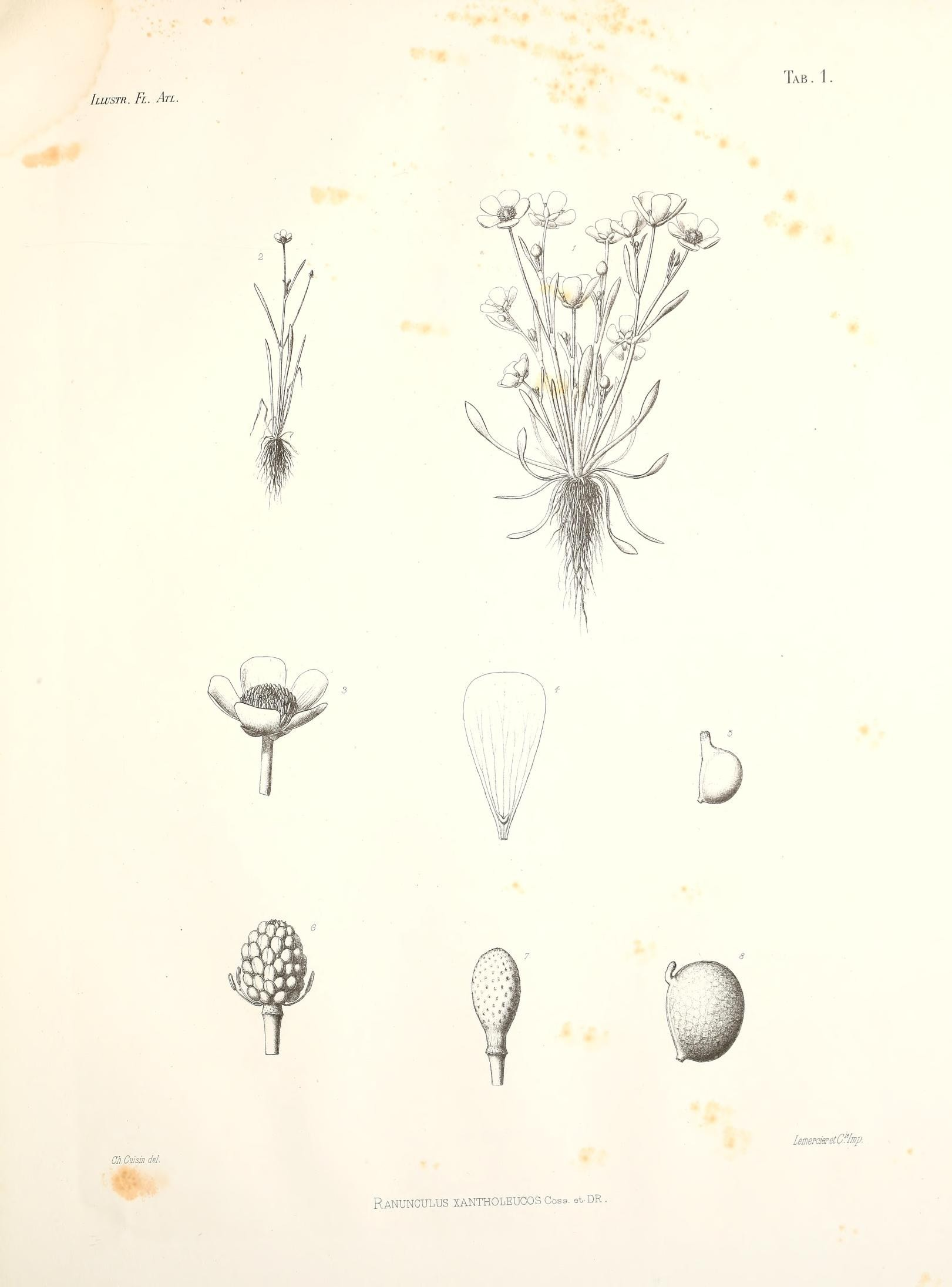
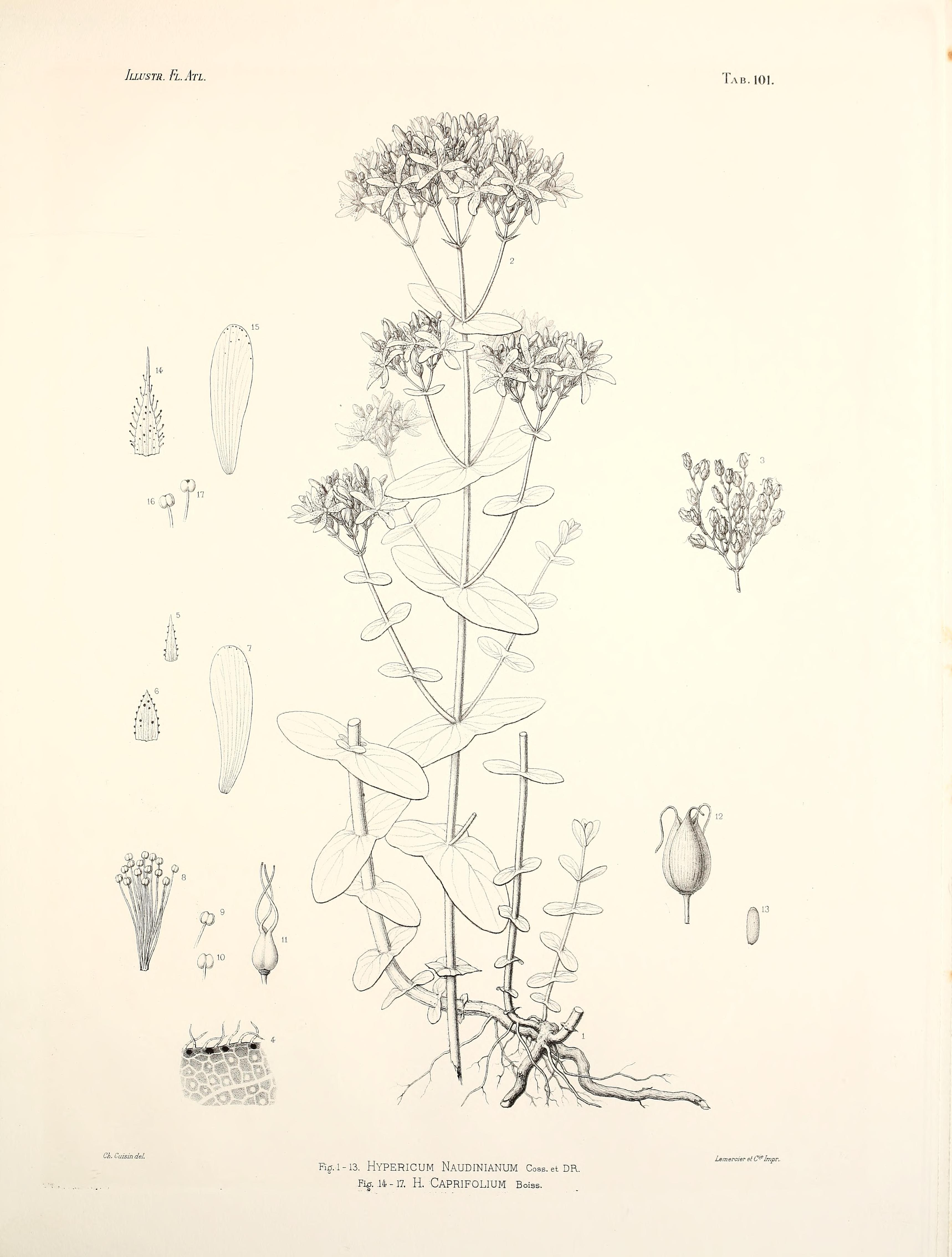
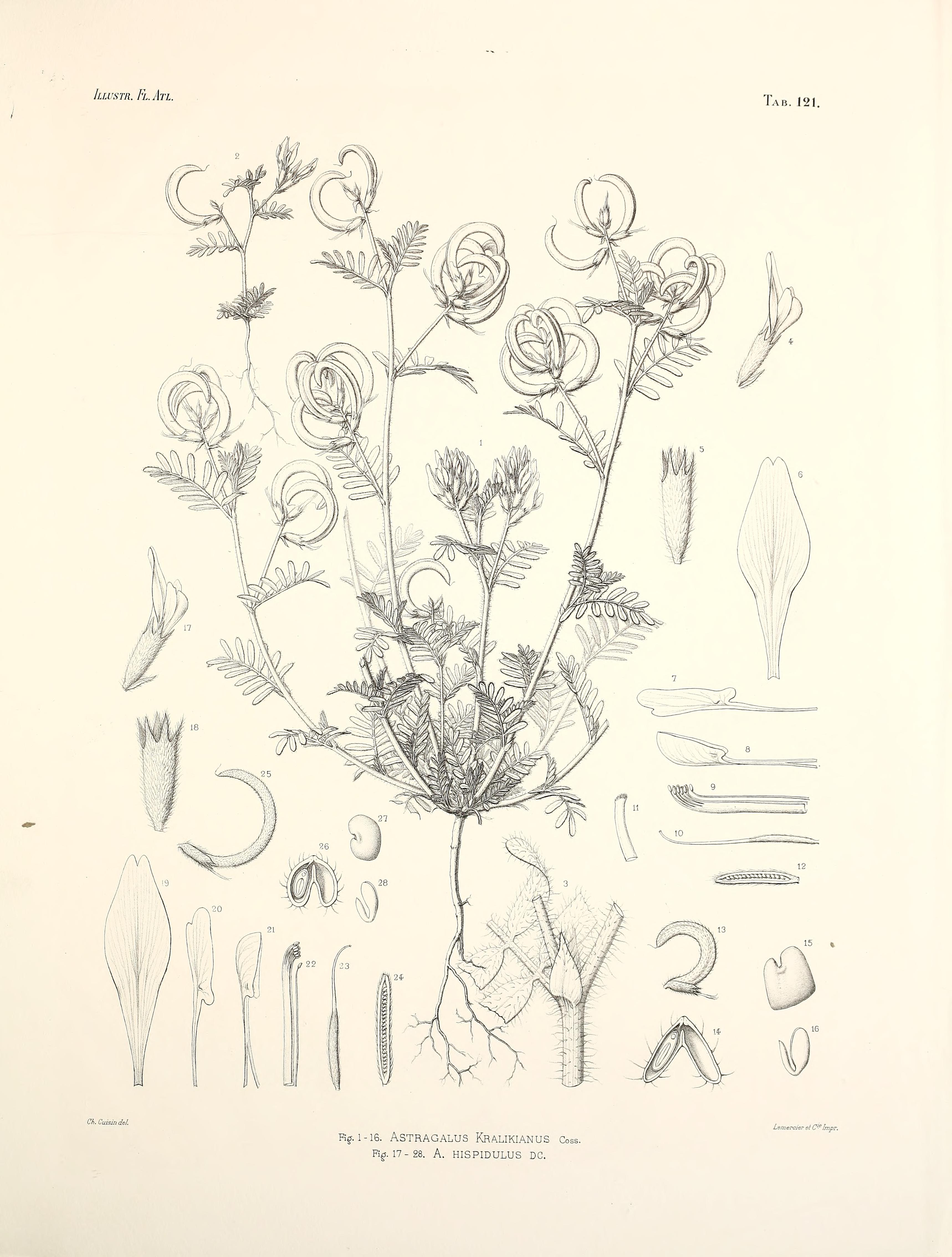
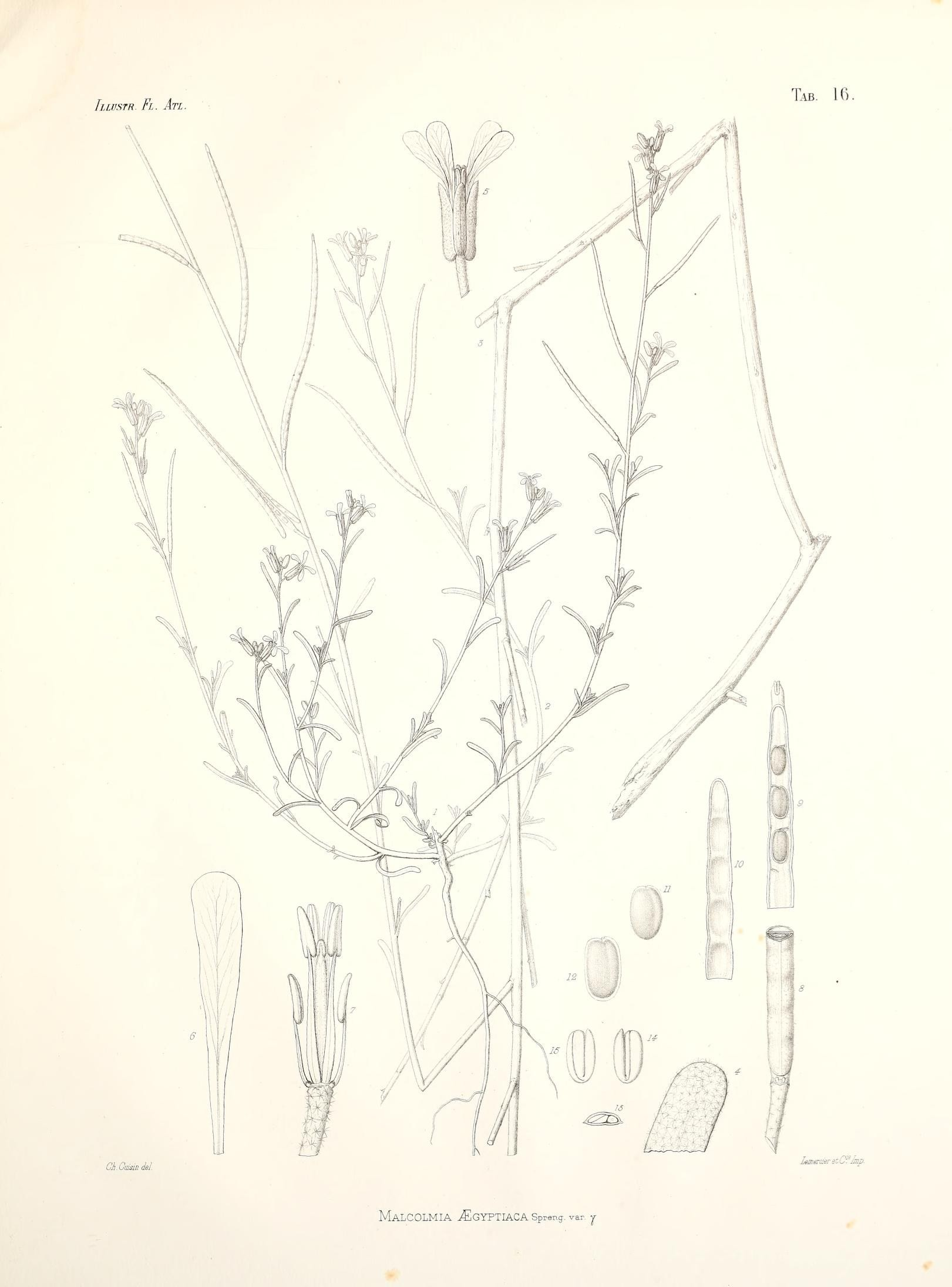